# Country Airplay
Country Airplay é um lista publicada semanalmente pela revista Billboard dos Estados Unidos desde 20 de Janeiro de 1990.
Esta parada musical com 60 posições lista as canções mais populares nas rádios country, processo calculado por execuções em mais de 150 estações de rádios pelos Esatdos Unidos, monitorado pela Nielsen Broadcast Data Systems, ou Nielsen BDS. Esta parada não inclui a venda de música/single digital ou streaming.

## Recordes

### Mais canções em 1º lugar
- Tim McGraw (28)[1]
- Kenny Chesney (27)[1]
- Alan Jackson (26)[1]
- George Strait (26)[1]
- Blake Shelton (22)[1]
- Brooks & Dunn (20)[1]
- Toby Keith (20)[1]
- Keith Urban (20)[1]
- Brad Paisley (19)[1]
- Garth Brooks (18)[2]
- Jason Aldean (15)[3]
- Luke Bryan (15)[2]
- Carrie Underwood (15)[4]
- Dierks Bentley (14)[2]
- Zac Brown Band (13)
- Rascal Flatts (12)
- Reba McEntire (11)

### Artistas Femininas com mais canções em 1º lugar
- Carrie Underwood (15)[5][6]
- Reba McEntire (11)[5]
- Faith Hill (9)[7]
- Shania Twain (7)[7]
- Taylor Swift (7)[7]

### Artistas Masculinos com mais canções em 1º lugar
- Tim McGraw (28)
- Kenny Chesney (27)
- Alan Jackson (26)
- George Strait (26)
- Blake Shelton (22)

### Duplas ou Grupos com mais canções em 1º lugar
- Brooks & Dunn (20)[7]
- Zac Brown Band (13)[8]
- Rascal Flatts (12)[8]
- Lady Antebellum (9)[8]
- Lonestar (9)[8]

### Artistas Femininas com mais canções no Top 10
- Reba McEntire - (36)
- Carrie Underwood - (24)
- Faith Hill - (23)
- Martina McBride - (20)
- Trisha Yearwood - (19)

### Artistas Masculinos com mais canções no Top 10
- George Strait - (61)[9]
- Tim McGraw - (52)
- Alan Jackson - (51)
- Kenny Chesney - (47)
- Toby Keith - (42)